# Zoo du Bassin d'Arcachon
 (juillet 2019).
Le zoo du bassin d'Arcachon est créé en 1987 et ouvert au public depuis 1989. Il se situe sur la commune de La Teste-de-Buch, dans le département français de la Gironde. Il occupe un site de 22 ha, dont le parcours fait 4 km de long.

## Historique
Le zoo, ouvert au public en 1989, a été créé par Bernard Couturier,. En 1999, la tempête Klaus fait tomber 550 arbres dans le parc zoologique, le quotidien Libération évoque un lieu « ravagé » par les vents,.
En 2010, un premier chimpanzé, Mooky, est né au zoo. L'année suivante, deux hippopotames rejoignent le zoo. Un employé a été licencié et condamné par la justice en 2014 pour avoir tué une autruche à coups de pelle sur le bec un an auparavant.
Depuis 2014, le zoo fait partie de l'Association française des parcs zoologiques et de l'Association européenne des zoos et aquariums (EAZA)[réf. nécessaire]. Cette même année, il reçoit comme nouveaux pensionnaires deux orang-outans de Bornéo et ouvre une section consacrée aux animaux venus d'Asie,.
En avril 2016, le zoo reçoit Shawu et Tuluba, deux éléphanteaux nés en captivité, dont l'un venu du Safaripark Beekse Bergen, aux Pays-Bas. Début 2017, une girafe mâle, Tamou, est introduite dans le zoo afin d'assurer la reproduction des quatre femelles. Ce qui se concrétise avec la naissance d'un girafon en juillet 2020 et d'un autre le 24 octobre 2021. Début décembre 2019, c'est un rhinocéros noir, une espèce en danger critique d'extinction, qui naît au zoo.

### L'évacuation de 2022
En raison des incendies qui touchent la Gironde en juillet 2022, le zoo entame le 18 juillet l'évacuation de ses animaux, sur décision de la direction du parc zoologique et de l'aide de l'ensemble des directeurs des parcs zoologiques (AFdPZ). Le lendemain, le ministère de la transition écologique rapporte que, sur les 850 animaux du zoo, 363 ont rejoint une zone spéciale dans le zoo de Bordeaux Pessac, une parcelle d'environ cent mètres carrés. Il précise qu'une dizaine d’animaux n’a pas survécu en raison des fortes chaleurs et du stress
Les autres animaux évacués (plus de 350) ont été dispersés vers 22 sites membres de l'Association française des parcs zoologiques. Une trentaine d'animaux (capucins, pécaris, loutres, suricates...) ont été recueillis par le zoo de La Flèche, dans la Sarthe, neuf par Les Terres de Nataé, en Bretagne, d'autres par la réserve africaine de Sigean, neuf à dans l'Aude,,.
Le 6 août, le zoo rouvrait ses portes, avec une majorité des animaux qui ont regagné leur enclos.

## Installations et faune présentée
Liste des espèces présentées :

### Carnivores
- Mangouste jaune
- Fennec
- Ocelot
- Panthère des neiges
- Panthère du Sri Lanka
- Otocyon
- Hyène tachetée
- Hyène rayée
- Loutre cendrée
- Raton laveur
- Serval
- Lycaon
- Lynx
- Ours à collier
- Ours Baribal
- Ours brun
- Loup blanc
- Tigre
- Tigre blanc
- Lion
- Lion blanc
- Jaguar
- Puma
- Suricate

### Herbivores
- Éléphant d'Afrique
- Tapir
- Tapir de malaisie
- Muntjac de Reeves
- Gnou bleu
- Sitatunga
- Rhinocéros indien
- Rhinocéros noir
- Âne de Somalie
- Antilope cervicapre
- Oryx algazelle
- Springbok
- Dik-dik de Kirk
- Hippotrague noir
- Buffle nain
- Éland du Cap
- Zèbre de Chapman
- Antilope Nilgaut
- Hippopotame
- Hippopotame nain
- Girafe

### Primates
- Maki catta
- Maki vari noir et blanc
- Maki vari roux
- Tamarin labié
- Tamarin pinché
- Singe hurleur noir
- Orang-outan de Bornéo
- Gibbon lar
- Macaque ouanderou
- Capucin Sapajou
- Siamang
- Saïmiri
- Hamadryas
- Chimpanzé

### Autres mammifères
- Paresseux didactyle
- Tatou à six bandes
- Potamochère
- Lièvre de Patagonie
- Coati roux
- Wallaby de Benett
- Capibara
- Porc-épic africain
- Porc-épic d'Amérique
- Fourmilier géant

### Oiseaux
- Ara Macao
- Autruche
- Cigogne d'Abdim
- Émeu
- Grue demoiselle de Numidie
- Ibis sacre
- Nandou
- Toucan toco